# Království chorvatsko-slavonské
Království chorvatsko-slavonské, též Trojjediné království chorvatské, slavonské a dalmatské (chorvatsky Kraljevina Hrvatska i Slavonija; maďarsky Horvát-Szlavón Királyság; německy Königreich Kroatien und Slawonien) bylo mezi lety 1868–1918 autonomní korunní zemí v rámci rakousko-uherského Zalitavska.

## Dějiny

### Vytvoření a poloha
Království zaujímalo území tzv. Středního Chorvatska (bez Mezimuří) a Slavonie, dále k němu patřily vesnice Baljevac, Mali Baljevac, Mali Skočaj, Veliki Skočaj a Zavalje (v současnosti součást Unsko-sanského kantonu ve Federaci Bosny a Hercegoviny) a bylo obýváno především Chorvaty a srbskou menšinou. Hlavním městem byl Záhřeb. Království se stejně jako Uhersko dále dělilo na župy, jichž bylo celkem 8.
Roku 1849 se Chorvatsko-slavonské království odtrhlo od Uher a stalo se korunní zemí Rakouska se značnou autonomií. Slavonie zároveň ztratila část Sremu ve prospěch Srbské vojvodiny a Temešského banátu, ale roku 1860 se jí po zrušení této země tato část Sremu opět vrátila. Po rakousko-uherském vyrovnání (1867) bylo Chorvatsko-slavonské království znovu podřízeno Uhersku. Nespokojenost Chorvatů s tímto stavem vedla k nepokojům a protestům, takže následujícího roku museli maďarští představitelé uzavřít uhersko-chorvatské vyrovnání (Nagodba) a povolit autonomii Chorvatsko-slavonského království v rámci Svatoštěpánské koruny.
Chorvaty bylo království nazýváno Trojjediné království chorvatské, slavonské a dalmatské (Trojedna Kraljevina Hrvatske,
Slavonije i Dalmacije popř. zkráceně Trojednica), jelikož chorvatská veřejnost neuznávala rozdělení chorvatských zemí na 2 části (Chorvatsko-Slavonie patřily pod Uhry, tj. Zalitavsko, kdežto Dalmácie pod rakouskou část R-U, tj. Předlitavsko).

### Odtržení od Rakousko-Uherska
29. října 1918 chorvatský parlament vyhlásil konec unie s ostatními zeměmi Koruny svatoštěpánské a připojení Království chorvatsko-slavonského ke Státu Slovinců, Chorvatů a Srbů. Poté přestal být používán termín Země Koruny svatoštěpánské.

## Galerie

Vlajka s neoficiálním znakem království s vlastní korunou
Neoficiální znak království s vlastní korunou
Mapa Chorvatsko-slavonského království s župami
Chorvatsko-slavonské království v Rakousku-Uhersku (č. 17)